# 시티 그라운드 (케임브리지)
시티 그라운드(City Ground) 또는 밀턴 로드(Milton Road)는 잉글랜드 케임브리지의 축구 경기장이자 그레이하운드 경주장이었다. 서던 풋볼 리그 클럽 케임브리지 시티 FC의 홈구장으로 사용되었다.